# Коломацький Всеволод Володимирович
Всеволод Володимирович Коломацький (*8 лютого 1896 — †13 лютого 1980) — церковний діяч, архітектор, автор проектів понад 30 православних храмів у Закарпатті та Чехословаччині.

## Життєпис
Народився Всеволод Коломацький 8 лютого 1896 року у селі Саражинці Бердичівського повіту Київської губернії (нині Погребищенський район, Вінницька область) у родині псаломника сільського храму Володимира Коломацького (1867 — ?) та Серафими Богородицької. Був одним із 4 дітей у родині.
Відомості про батька вміщені у «Памятной книжке Киевской епархии на 1913 год»: «Псал.—Владиміръ Севастіян. Коломацкій, 45 л., ок. 3 кл. дух. уч., псал. 1888 г., н. м. (2) 1892 г.; ж., д. 4, 3 непр., 1 уч. Каз. жал. 100 р.»
Батько та мати були дітьми священників, відтак здобули освіту у церковних школах і прагнули дати навчання дітям.
Завершивши 5-класний курс навчання у Києво-Подільському духовному училищі, Володимир Коломацький вступив до Київської духовної академії.
У зв'язку із початком Першої світової війни йому не вдалося завершити навчання у академії. Володимир Коломацький був мобілізований на фронт, мав 7 бойових поранень, однак не загинув. Мав звання юнкера, керував полком.
Після завершення війни та революції, на початку 1920-х років опинився в еміграції у Закарпатті, яке тоді входило до складу Чехословаччини.
1923 року одружився з Єлизаветою Яковлєвою, того ж 1923 року висловив бажання прийняти священницький сан.
Був рукоположений 14 січня 1924 року у сан диякона, а 15 січня 1924 року — у сан ієрея. Це сталося у селі Червеньово.
Період 1920-х років на Закарпатті був періодом відродження православ'я, в цей час він розкривається як проповідник, місіонер, втім активна діяльність призводить до утисків з боку влади.
Так, йому забороняється правити у храмі села Старе Давидково, 7 разів він перебуває під арештом, існували наміри вислати його за межі Чехословаччини.
В цей час він, не маючи архітектурної освіти, роозпочинає проектування та будівництво нових православних храмів. Перші храми — у Староми Давидкові та Ракошино, збудовані 1926 року, були дерев'яними, надалі він будував лише муровані храми.
В умовах відсутності коштів сам пише ікони для храмів.
У грудні 1927 року у нього помирає новонароджена донька та дружина. Вони були поховані біля стін Покровського храму у Ракошино (тепер храм Руське-Ракошино Покровського монастиря), могила збереглася.
Невдовзі будує один з найвідоміших свої храмів — Покровську церкву у Ужгороді (1929-32 рр.).
Усі храми він зводив у т. зв. «російському стилі», це пояснюється бажанням вирізнити ці храми на тлі закарпатської церковної архітектури.
На початку 1930-х років переїздить до Праги, згодом приймає чернечий постриг з іменем Андрія. Під час війни був депортований на примусові роботи до Німеччини, однак за станом здоров'я повернувся до Праги, таємно здійснював богослжіння.
По війні отримав у тимчасове керівництво Чеську єпархію, відвідував усі парафії, допомагав вірянам відроджувати духовне життя.
1946 року отримав сан архімандрита, пізніше служив у Словаччині. Згодом керував курсами підготовки священників.
У останні десятиліття свого життя продовжував будувати нові храми, створювати іконостаси, виступав на з'їздах духовенства.
Помер і був похований у місті Румбурк. 1996 року у Моравії та Словаччині було відзначено 100-річчя з дня його народження.
Чеська православна церква готує документи до канонізації Всеволода (Андрія) Коломацького.

## Перелік храмів, збудованих Всеволодом Коломацьким
- Тимчасовий храм у селі Руське (1926);
- Покровська церква у селі Ракошино (1926-27);
- Церква у селі Старе Давидково (1926-27);
- Церква у селі Барбово (1927);
- Покровська церква у м.Ужгород (1929-32);
- Парафіяльна у кладовищенська церкви у селі Домбоки (1931-32);
- Церква у Ржимицях (1933-34);
- Церква у Худобині (1934-36);
- Церква у Стременичку (1936);
- Церква у Билках (1936);
- Церква у селі Великі Лучки (1936-37);
- Хрестова церква та Єпископська резиденція у м.Мукачеве (1936-37);
- Церква Різдва Пресвятої Богородиці у м.Свалява (1937);
- Церква у м.Оломоуц (1937-39);
- Церква і будинок причту у м.Тршебич;
- Церква у селі Долні Коуце (1941-42);
- Церква у селі Челаховиці (1941-42);
- Храм пам'ятник російських та чеських воїнів у м.Меджилабірці (1948);
- Кафедральний собор Св. Олександра Невського у м.Пряшів (1948);
- Церква у Стакчині (1950;
- Церква у Дорі (1950);
- 2 церкви у м.Чеська Ліпа (1952);
- Церква у м. Румбурк (дата невідома);
- Дзвіниця у Уличі (дата невідома) та ряд інших храмів.

Також був автором відновлення кафедрального собору та іконостасу собору у Празі (1945-46), відновив храми у Улич-Кривому, створив іконостаси для храмів у понад 15 містечках та селах Чехії та для митрополичого Хрестового храму.

## Галерея

Покровська церква у м.Ужгород
Покровська церква Ракошино-Руське Свято-Покровського монастиря
Успенська церква Успенського Домбокського монастиря